# 螺厣
厣是螺壳开口处的小盖，也叫口盖、壳盖，对螺起保护作用。厣的英文称谓在拉丁语中就是小盖子的意思。
某些海螺（如骨螺科）的厣可用作合香配料，被称为甲香。